# Krankenpflege im Nationalsozialismus
Die Krankenpflege im Nationalsozialismus ist ein besonderer Teil der Geschichte der Krankenpflege. Im NS-Staat wurde das Wohl des Volkes über das Wohlergehen des Einzelnen gestellt. Die ideologische, strukturelle und personelle Entwicklung der beruflichen Krankenpflege in der Zeit des Nationalsozialismus schloss die aktive Beteiligung der Pflegefachkräfte an den systematischen Krankenmorden ein.
Dem angepasst waren die politischen Strukturen der Pflegeverbände. Es bestanden besondere ideologische Konzepte für die Medizin im Allgemeinen (siehe Medizin im Nationalsozialismus) sowie das berufliche Rollenverständnis der Pflegekräfte im Besonderen. Für deren Instrumentalisierung wurden besondere Mittel angewendet.
Die dunklen Jahre der Krankenpflege zwischen 1933 und 1945 in Deutschland sind heute ein Schwerpunkt in der berufsethischen Auseinandersetzung mit dem Rollenverständnis der Krankenpflege und ihrer individuellen Verantwortung für den Patienten. Im Berufsbereich der psychiatrischen Pflege ist die Auseinandersetzung mit dieser Zeit besonders wichtig.

## Ausgangssituation in der Weimarer Republik
Während der politischen Umwälzungen nach Ende des Ersten Weltkrieges waren die Arbeits- und Entlohnungsbedingungen im Pflegedienst sehr schlecht. Arbeitszeiten von bis zu 14 Stunden, gravierender Personalmangel, schlechte Bezahlung und eine mangelhafte Kranken- und Altersvorsorge waren für das Pflegepersonal üblich. Die Überforderung des Pflegepersonals wurde unter anderen von Agnes Karll thematisiert. Sie gründete 1903 die Berufsorganisation der Krankenpflegerinnen Deutschlands, die sich überwiegend mit den Rechten und der staatlichen Anerkennung der Krankenschwestern befasste. Nach dem Jahr 1922 gewann diese Organisation zunehmend an Einfluss. Die Berufsauffassung der berufsständisch organisierten Pflegekräfte wandelte sich hin zur Professionalisierung, die für ihre Arbeit eine gerechte Entlohnung forderte, ohne jedoch aus dem konservativen Rollenverständnis, der Selbstlosigkeit und dem Gehorsam gegenüber Ärzten und Vorgesetzten auszubrechen. Beispielsweise lehnte Agnes Karll den von den Gewerkschaften geforderten Acht-Stunden-Tag vehement ab. Dem gegenüber stand das Selbstverständnis der religiös motivierten Schwestern, die Pflege als einen Ausdruck tätiger Nächstenliebe verstanden und sich selbst in der Tradition der Karitas sahen. Neben diesen beiden Gruppen standen die freiberuflichen und gewerkschaftlich organisierten Pflegekräfte, die neben einer gerechten Entlohnung auch für eine deutliche Verbesserung der personellen Besetzung und eine deutliche Verringerung der Arbeitszeit kämpften.
In der Weimarer Republik waren sich diese drei Gruppen mit ihrem individuellen Rollenverständnis insgesamt politisch uneins. Die Pflege wurde zwar zunehmend professioneller, die Anforderungen an die Aus- und Weiterbildung stiegen, aber aufgrund der Differenzen konnten sich die verschiedenen gewerkschaftlichen, berufsständischen und kirchlichen Organisationen nicht auf ein gemeinsames Verständnis und ein einheitliches politisches Auftreten zur Durchsetzung ihrer Forderungen einigen.

## Übernahme der Wohlfahrtspflege durch die Nationalsozialistische Volkswohlfahrt

### Bedeutung der Wohlfahrtspflege für die Krankenpflege
Die Krankenpflege war zum Ende der Weimarer Republik strukturell der staatlichen oder kirchlichen Wohlfahrt und der gesundheitlichen Wohlfahrtspflege zugeordnet, mit der Sorge für notleidende, kranke oder gefährdete Menschen als originäre Aufgabe. Die Schwesternverbände waren damals zumeist den Wohlfahrtsverbänden angeschlossen, die die Organisation und Infrastruktur für die Erfüllung der gesundheitspolitischen Ziele bereitstellten. Koordiniert wurden die Maßnahmen der amtlichen, konfessionellen oder privaten Verbände, zu denen beispielsweise das Deutsche Rote Kreuz oder die später aufgelöste Rote Hilfe Deutschlands gehörten, durch die Landeswohlfahrtsämter und Bezirksfürsorgeverbände. Veränderungen in der politischen und organisatorischen Struktur der Krankenpflege erfolgten sowohl über gesetzliche Regelungen als auch über die Einflussnahme auf die Wohlfahrtsverbände.

### Entstehung der Nationalsozialistischen Volkswohlfahrt

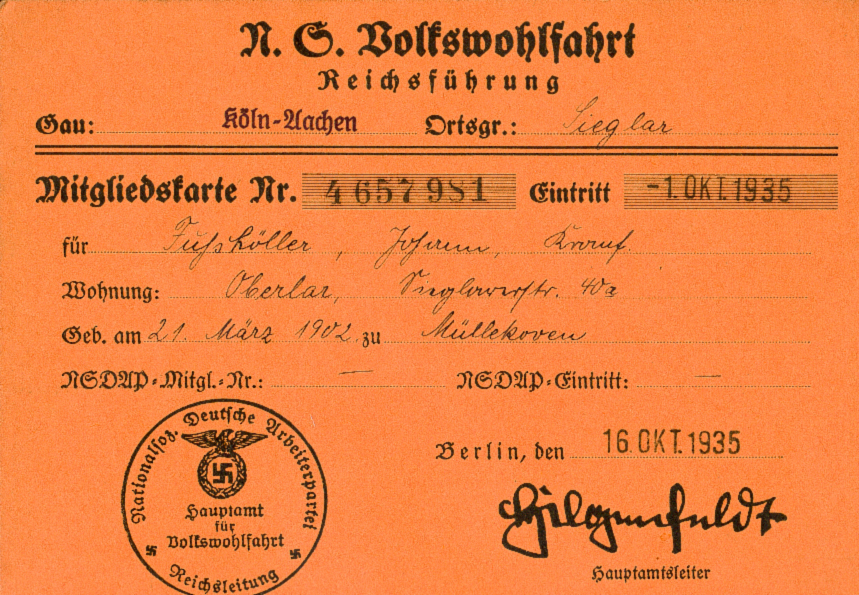
NSV-Mitgliedsausweis

Die 1931 als privater Wohlfahrtsverein in Berlin gegründete Nationalsozialistische Volkswohlfahrt (NSV) beschäftigte sich nach ihrer Eintragung als Verein 1932 zunächst mit der Wohlfahrtspflege innerhalb der NSDAP und ihrer Sympathisanten. Mit der Machtergreifung Adolf Hitlers und dem Verbot der Arbeiterwohlfahrt im Juli 1933 stieg der Verein zusammen mit der katholischen Caritas, der evangelischen Inneren Mission und dem Deutschen Roten Kreuz (DRK) zu einem der einflussreichen Spitzenverbände der freien Wohlfahrtspflege auf. Diese Spitzenverbände mit ihren angeschlossenen Schwesternschaften gründeten gemeinsam mit der NSV die Reichsgemeinschaft der freien Wohlfahrtspflege.
Im Jahre 1934 wurde diese Reichsgemeinschaft in Arbeitsgemeinschaft der freien Wohlfahrtspflege umbenannt. Zeitgleich erfolgte das Verbot der sozialen, der liberalen und der jüdischen Wohlfahrtsverbände, deren Funktionäre zum Teil verhaftet oder mit einem Berufsverbot belegt wurden. Das Vermögen der Verbände wurde eingezogen. Die NSV profitierte dabei insbesondere von dem Verbot der kirchlichen Organisationen, deren Vermögen teilweise auf sie überging.
Mit der Auflösung des seit 1933 an die NSV angeschlossenen Deutschen Paritätischen Wohlfahrtsverbandes übernahm die NSV die meisten Einrichtungen dieses Wohlfahrtsverbandes und konnte sich eine Schlüsselstellung innerhalb der nationalsozialistischen Wohlfahrtsverbände sichern. Die NSV engagierte sich zunächst als Hilfsorganisation für die Sturmabteilung (SA) der NSDAP und deren Familien und sicherte sich Unterstützung in der Bevölkerung durch weitere, auch auf die Allgemeinheit abzielende Maßnahmen, beispielsweise durch das von der NSV gegründete Winterhilfswerk.

### Auflösung der freien Gewerkschaften und Schwesternverbände
Unmittelbar nach dem „Tag der nationalen Arbeit“ wurden auf Befehl Adolf Hitlers am 3. Mai 1933 die freien Gewerkschaften aufgelöst und verboten. Die bislang in den Gewerkschaften organisierten Pflegekräfte wurden in die neu gegründete Deutsche Arbeitsfront (DAF) eingegliedert und gehörten damit zur Reichsbetriebsgemeinschaft öffentliche Betriebe. Aufgabe der DAF war die Wahrnehmung der arbeitsrechtlichen Belange ihrer Mitglieder und der Ablösung der tarifpolitischen Belange durch die Lohnfestsetzung durch „Treuhänder“. Zeitgleich entstand die direkt dem Reichsinnenministerium unterstellte Reichsarbeitsgemeinschaft der Berufe im sozialen und ärztlichen Dienst e. V. (RAG), unter deren Dach die Reichsfachschaft Deutscher Schwestern und Pflegerinnen und die Reichsfachschaft für Krankenpfleger gebildet wurden. Die Reichsfachschaften sollten die berufsspezifischen Angelegenheiten der Pflegenden koordinieren und organisieren. Noch 1933 wurden alle Publikationen der berufsständischen und verbandseigenen Fachzeitschriften eingestellt und durch Zeitschriften der Reichsfachschaften ersetzt.
Alle größeren Schwesternverbände, die bis zu diesem Zeitpunkt selbstständig waren, schlossen sich bis spätestens 1935 der Reichsfachschaft an. Es bildeten sich dabei fünf wesentliche Gruppen, die die Hauptströmungen der Krankenpflege repräsentierten:
- Berufsgemeinschaft, bestehend aus weltlichen, privaten und städtischen Schwestern, kommissarische Leitung: Schwester Amalie Rau, gleichzeitig Reichsfachschaftsleiterin, ab 1936 Reichsbund freier Schwestern und Pflegerinnen,[7] Generaloberin Rancke (Beginn der Tätigkeit nicht bekannt, Entlassung 1942 mit der Fusion zum NS-Reichsbund Deutscher Schwestern im April 1942,[8] Beleg für 1940 durch den von Dr. Martin Walser aufgefundenen Reichsbund-Schwestern-Personalausweis der Maria Stromberger, hier die Unterschrift der Generaloberin Rancke)
- Diakoniegemeinschaft, bestehend aus den Schwesternschaften der evangelischen Kirchen, Leitung: Schwester Auguste Mohrmann
- Katholische Schwesterngemeinschaft Deutschlands, Leitung: Oberin Emilie Hollstein
- Rot-Kreuz-Schwesterngemeinschaft, Leitung: Generaloberin Luise von Oertzen
- Schwesterngemeinschaft der NSV, die NS-Schwesternschaft, Leitung 1934: Erna Mach;

Generaloberin 1936–1942: Käthe Böttger;
ab April 1942 NS-Reichsbund Deutscher Schwestern und Pflegerinnen e. V. (NSRDS): Generaloberin M. Moser. Fusion zwischen der NS-Schwesternschaft und dem Reichsbund der freien Schwestern und Pflegerinnen

### Gleichschaltung der Wohlfahrtspflege
Nach Verabschiedung des Ermächtigungsgesetzes am 24. März 1933 und des am 1. Dezember 1933 erlassenen Gesetzes zur Sicherung der Einheit von Partei und Staat wurde die NSDAP zum Träger der Staatsmacht und erhielt das Monopol auf die öffentliche Gewalt. Auch die NSV wurde nun ein Teil der öffentlichen Verwaltung, unter der Kontrolle durch das dem Kreisleiter unterstellte Hauptamt für Volkswohlfahrt. Die hierarchische Gliederung der Partei mit ihren Ebenen Reich, Gau, Kreis, Ortsgruppe, Zelle und Block wurde damit auch auf die NSV übertragen. Die Führungskräfte des Hauptamtes wurden zu den Leitern der NSV. Das sicherte eine enge Zusammenarbeit zwischen NSDAP und NSV.
Die Aufgaben der NSV umfassten die Bereiche der Allgemeinen Wohlfahrtspflege, Familien- und Wohnungshilfe, NSV-Jugendhilfe, Erholungsfürsorge, Schlichtung von Mietstreitigkeiten in Zusammenarbeit mit der Rechtsbetreuung der NSDAP sowie das Schwesternwesen, das die NS-Schwesternschaft für die Gemeindepflege und die Freie Schwesternschaft der NSV für die Krankenpflege zu organisieren und zu überwachen hatte.

### Auflösung der Reichsfachschaften
Kompetenzstreitigkeiten innerhalb der RAG Anfang 1935 führten letztlich zu deren Auflösung, worauf die Fachschaften direkt in die DAF eingebunden wurden. Gleichzeitig entstand aus der Reichsfachschaft deutscher Schwestern und Pflegerinnen der Fachausschuss für Schwesternwesen in der Arbeitsgemeinschaft der freien Wohlfahrtspflege unter der Ägide der NSV. Die Berufsverbände blieben zunächst unverändert erhalten.
Eine weitere Umbenennung erfolgte 1936: Aus der Berufsgemeinschaft der freien Verbände, den sogenannten „Blauen Schwestern“, wurde der Reichsbund freier Schwestern. Die wegen ihrer braunen Schwesterntracht als „Braune Schwestern“ bezeichneten Mitglieder der NSV-Schwesternschaft wurden 1942 mit dem Reichsbund der freien Schwestern zum NS-Reichsbund Deutscher Schwestern zusammengefasst. Nach 1936 gab es keine freien, von der NSDAP-Führung unkontrollierten Schwesternverbände mehr.

## Gesetzliche Neuordnung der Krankenpflege

### Neuorganisation der Ausbildungsordnung
Die 1921 erlassene preußische Ausbildungsordnung für die Krankenpflege wurde zunächst von den Nationalsozialisten übernommen und durch einzelne Sonderbestimmungen erweitert, die auch die Zulassungsvoraussetzungen für die Ausbildung an NS-Schwesternschulen regelten. Darin war eine zweijährige Ausbildung vorgesehen. Die Regelung der gesetzlichen Vorschriften für die Krankenpflege wurde am 28. September 1938 durch das Gesetz zur Ordnung der Krankenpflege reichsweit vereinheitlicht, nur in Österreich trat diese Neuordnung erst ab dem 2. Dezember 1938 in Kraft.
Die Regelung diente zum einen der Erhöhung der angebotenen Ausbildungsstellen, so wurde in § 6 die Einrichtung einer Krankenpflegeschule für öffentliche Krankenanstalten zur Pflicht, zum anderen wurden damit die Nürnberger Rassengesetze eingebunden. Zugangsvoraussetzung für den Besuch einer Krankenpflegeschule waren nach § 7 unter anderem die politische Zuverlässigkeit; die Bewerberinnen mussten zudem „deutschen oder artverwandten Blutes“ sein. Gefordert waren daneben ein „guter Leumund“, gesundheitliche Eignung und mindestens ein Jahr hauswirtschaftliche Tätigkeit, die nach nationalsozialistischem Vorbild auf die Mutterrolle vorbereiten sollte. Die Leitung der Krankenpflegeschule war Ärzten vorbehalten, die als „sittlich und politisch zuverlässig“ galten und nicht wegen ihrer „nicht-arischen“ Abstammung oder ihres Ehepartners aus der Beamtenschaft ausgeschlossen waren. Jüdische Bewerber durften nach § 20 ausschließlich an jüdischen Krankenpflegeschulen unterrichtet werden. Die Ausbildungsdauer wurde auf eineinhalb Jahre verkürzt, die Berufserlaubnis nach einem Jahr der Berufstätigkeit erteilt.
Am 15. September 1939 wurde die Regelung zur einjährigen Tätigkeit als Voraussetzung zur Berufszulassung auf unbestimmte Zeit ausgesetzt. Ab dem 8. Dezember 1942 wurde die Gesamtausbildungszeit auf 2 Jahre festgelegt, die Notwendigkeit einer einjährigen Tätigkeit zur Zulassung entfiel ganz.

### Inhalte der Ausbildung
Die Ausführungsverordnung sah unter anderem Unterrichtsfächer wie „Berufsehre“ sowie „Erb- und Rassenpflege“ vor. Der theoretische Teil der Ausbildung beruhte auf dem amtlichen Krankenpflegelehrbuch, das weltanschauliche Grundlagen im Sinne des Nationalsozialismus vermittelte und die zukünftige Krankenschwester auf ihre Mithilfe zur „Reinhaltung der Rasse“ vorbereiten sollte. Das vorher bestehende Fach „Pflege bei Geistes- und Nervenkranken“ wurde nicht mehr gelehrt, dagegen wurde regelmäßige „Körperschulung“ in den Stundenplan eingefügt. Zum Abschluss der Ausbildung legten die Absolventen den Eid auf Adolf Hitler ab.

### Verbot der Doppelausbildung
Mit der am 19. Dezember 1939 erlassenen Verordnung zur Abgrenzung der Berufstätigkeit der Hebammen von der Krankenpflege wurde die berufstypische Kombination der Berufe in Entbindungspflege und Krankenpflege getrennt. Pflegekräfte, die sowohl das Hebammen- als auch das Krankenpflegeexamen besaßen, mussten eine der beiden Zulassungen abgeben. Zeitgleich wurde die Ausbildung für Krankenschwestern zur Hebamme untersagt. Neben hygienischen Überlegungen, wie der Übertragung von Krankheitskeimen durch Krankenschwestern auf die Wöchnerin oder das Neugeborene, wurde die Gesetzesänderung mit dem Mangel an Pflegekräften begründet. Gleichzeitig stand die Befürchtung im Raum, die straff nationalsozialistisch geführte Hebammenberufsorganisation könne durch konfessionell orientierte Pflegekräfte unterwandert werden. Mit der Einschränkung der Mehrfachqualifikation für Hebammen wurde die Qualifikation innerhalb der klinischen Entbindungspflege gesenkt. Allerdings wurde das Verbot der Doppelausbildung wieder aufgeweicht. Für die SS-Lazarette lässt sich hier zumindest eine NS-Schwester/NS-Reichsbundschwester nachweisen, die auch als Hebamme gearbeitet hat. Es handelte sich hier um die NS-Schwester Erna Tietje, die bereits im SS-Truppenübungsplatz Heidelager, Debica arbeitete. In Auschwitz-Birkenau war sie ebenso in ihrer Doppel-Qualifikation in der Familienpflege des SS-Lagerlazaretts eingesetzt.

## Rolle der Krankenschwester und spezielle Tätigkeitsbereiche

### Die Krankenschwester im nationalsozialistischen Frauenbild
Das nationalsozialistische Frauenbild war im Wesentlichen geprägt vom Ideal der fürsorglichen und aufopfernden Mutter, die ihr Leben auf die „Produktion rassisch einwandfreien Nachwuchses“ ausrichtet und diesen selbstständig und im Sinne der nationalsozialistischen Doktrin erzieht. Das NS-Regime war eine strikt patriarchalische Ordnung, die den Frauen eine ideologisch gleichwertige, aber keine gleichrangige Position zubilligte. Dabei wurden der Frau insbesondere die Versorgung der Familie und die Kindererziehung zugeschrieben, während dem Mann die soldatisch-militärische Rolle oblag. Für unverheiratete Frauen gehörte der Bereich der Krankenpflege zu den wenigen sozial anerkannten Berufen, da er nach nationalsozialistischer Vorstellung dem Wesen der Frau entsprach und dem Wohl der „Volksgemeinschaft“ diente. Während das Bild des männlichen Pflegers oder Krankenwärters zunehmend aus der öffentlichen Wahrnehmung verschwand, wandelte sich das Bild der Krankenschwester von der in tätiger Nächstenliebe agierenden Schwester der Kranken hin zur opferbereiten und mütterlichen Heldin.

### Allgemeine stationäre und ambulante Pflege
Die zentrale Aufgabe der Krankenpflege bei zunehmendem Rückgang der privaten Pflege war nach wie vor die Versorgung von Kranken und Verletzten in Krankenhäusern und deren angeschlossenen Ambulanzen, Sanatorien, Kurkliniken, Kinderkrankenhäusern, Einrichtungen der Altenpflege, Psychiatrien und in der häuslichen Pflege. Nach Errichtung der ersten Konzentrationslager wurden auch dort Krankenschwestern eingesetzt. Ab Kriegsbeginn kam die pflegerische Tätigkeit in den Lazaretten hinzu, welche traditionell dem DRK oblag. Mit Fortschreiten der Expansion des Deutschen Reiches unter Hitler wurden Pflegekräfte in den besetzten Gebieten vornehmlich in der Gesundheitserziehung und in der sozialen Arbeit mit Kindern und Jugendlichen eingesetzt. Mit Fortschreiten des Krieges und angesichts der zunehmenden Zahlen an Verwundeten wurden immer mehr Krankenpflegekräfte in die Kriegskrankenpflege, die sogenannte „Kriegspflege“, abgezogen, allerdings konnte der Mangel an ausgebildetem Pflegepersonal nicht mehr aufgefangen werden. Im Jahr 1941 wurde die sechsmonatige Reichsarbeitsdienstpflicht für junge Frauen um weitere sechs Monate im Kriegshilfsdienst verlängert. Der Führererlass vom 29. Juli 1941 verpflichtete die jungen Frauen zu verschiedenen Diensten in den Behörden oder Dienststellen der Wehrmacht, in Krankenhäusern und sozialen Einrichtungen oder in hilfsbedürftigen Familien. Der Pflegekräftemangel führte bis 1942 zu einem Berufswechselverbot für Krankenschwestern.

### Gemeindepflege
Ein Schwerpunkt der NS-Schwesternschaft lag in der Gemeindepflege, die in der Zeit des Nationalsozialismus mehr und mehr zum Werkzeug der nationalsozialistischen „Rassenhygiene“ wurde. Die Nähe der Gemeindeschwestern zur Bevölkerung und der Status einer Vertrauensperson ermöglichten den Behörden einen direkten Zugriff auf alle relevanten Informationen zur Volksgesundheit und gaben dem Beruf eine Schlüsselstellung in der Durchsetzung nationalsozialistischer Ziele, beispielsweise in der „Erb- und Rassenpflege“ sowie der Entscheidungsfindung zwischen „wertem und unwertem Leben“.
Die Gemeindepflegerin überwachte den Gesundheitszustand der Bevölkerung und hatte eine wesentliche Funktion als Gesundheitserzieherin. Die Gemeindeschwestern erteilten Ratschläge zu der von der Partei bevorzugten Lebensweise, zur sparsamen Haushaltsführung, sie entschieden über die Teilnahme an der Kinderlandverschickung und die Genehmigung von Erholungskuren. Sie waren auch verpflichtet, ihren Vorgesetzten Missbildungen und „Verhaltensabnormitäten“ zu melden.
Die Stellen als Gemeindeschwester wurden beinahe ausnahmslos an Pflegekräfte des NS-Schwesternbundes übertragen, obwohl diesem im Jahr 1939 nur 9,2 % aller deutschen Krankenschwestern angehörten.

### Kriegskrankenpflege

#### Neustrukturierung des DRK zur Vorbereitung auf die Kriegskrankenpflege
Das DRK hatte enge Verbindungen zur NSDAP, insbesondere in der Führungsebene waren die beiden Organisationen eng verwoben. Unter der Präsidentschaft Joachim von Winterfeldt-Menkins trat am 29. November 1933 eine neue Satzung in Kraft, mit der jüdische Rot-Kreuz-Mitglieder ausgeschlossen wurden und der politische Neutralitätsgrundsatz weitestgehend aufgegeben wurde.

Von 1933 bis 1945 verwendete Flagge der Frauenabteilung des DRK

Maßgeblich beteiligt an der weiteren Bindung des DRK an das nationalsozialistische System in der Führungsebene und Neustrukturierung des Verbandes war der am 1. Januar 1937 von Hitler ins Amt berufene SS-Obergruppenführer Ernst-Robert Grawitz. Zunächst wurde er stellvertretender Präsident des DRK, ab Ende 1937 „Geschäftsführender Präsident“. Er besetzte wesentliche Verbandsfunktionen mit Mitgliedern der Schutzstaffel (SS). So ernannte er den SS-Gruppenführer Oswald Pohl (der seit 1935 für Himmler die Verwaltung der SS und sukzessive auch die Verwaltung der Konzentrationslager organisierte) zum Schatzmeister und späteren Verwaltungschef des DRK. Gemeinsam mit Oswald Pohl genehmigte Grawitz die seit 1941 stattfindenden Menschenversuche in nationalsozialistischen Konzentrationslagern. Ziel der Umstrukturierung des DRK war es, den Verband auf das Führerprinzip auszurichten und ihn für den Kriegseinsatz vorzubereiten. Dazu wurden am 9. Dezember 1937 sowohl das DRK als eingetragener Verein als auch die bislang weitgehend selbstständigen DRK-Schwesternschaften aufgelöst. Am 1. Januar 1938 trat eine neue Satzung in Kraft, die das DRK zum Sanitätsdienst der Wehrmacht verpflichtete und Hitler zum Schirmherr des Verbandes erklärte. In der Schwesternschaft wurde der Führereid eingeführt, in der Dienstverordnung für die Schwesternschaft des Deutschen Roten Kreuzes wurde die Mitgliedschaft der Schwesternschülerinnen im Bund Deutscher Mädel (BDM) verpflichtend. Von den Schwestern wurde der Beitritt zum Deutschen Frauenwerk erwartet. Für den beruflichen Aufstieg, beispielsweise zur Oberschwester, wurde der Besuch einer weltanschaulichen Schulung, geleitet von der an das Präsidium des DRK angeschlossenen Abteilung Rassenpolitische Schulung, verpflichtend. Die Parteimitgliedschaft in der NSDAP oder der NS-Frauenschaft war für Pflegekräfte in Führungspositionen obligat.
Zur Vorbereitung auf den Krieg unternahm Grawitz massive Anstrengungen, die Zahl der DRK-Schwestern deutlich zu erhöhen. Die Zahl der Lernschwestern im DRK stieg von 1933 bis 1939 um 50 %, die Zahl der für den Kriegsdienst vorgesehenen DRK-Schwestern im selben Zeitraum um 32 %. Bereits vor Kriegsbeginn begann das DRK mit der Durchführung von Sanitätskursen für den Kriegsdienst und bildete Schwesternhelferinnen aus, die für die Krankenpflege in den Krankenhäusern vorgesehen waren, sobald die DRK-Schwestern zum Kriegsdienst abberufen wurden. Die Meldung geeigneter Schwestern und Hilfsschwestern an den Kommissar für die Freiwillige Krankenpflege erfolgte ebenfalls durch die DRK-Schwesternschaften, die damit die Anwendung des Wehrgesetzes vom 21. Mai 1935 vorbereiteten, das auch die Dienstverpflichtung von Frauen im Kriegsfalle regelte. Neben freiwilligen, teils ungelernten Helfern war das DRK für die gesamte Kriegskrankenpflege zuständig. Die Monopolstellung des DRK für die Krankenpflege im Kriegsfall blieb bis zur Ausdehnung der Fronten in den Jahren nach 1940 erhalten.

#### Einsatzgebiete und Arbeitsbedingungen
Krankenpflegepersonal wurde meist in Verbindung mit verbandseigenen Ärzten beschäftigt und diente gemeinsam mit den Angehörigen des Sanitätskorps. Dienstlich wurden die Schwestern der Wehrordnung unterstellt, innerhalb der kriegspflegerischen Hierarchie waren die Leitungsebenen in Oberschwester, Armee- oder Feldoberin und Generaloberin unterteilt. Die Pflegekräfte arbeiteten überwiegend in den mobilen oder stationären Lazaretten des Heeres, der Kriegsmarine und der Luftwaffe oder begleiteten Lazarettzüge. Die Erstversorgung der Verwundeten war Aufgabe der Sanitätskompanien, unter Umgehung der Dienstvorschriften kam es jedoch auch zum Einsatz von Krankenschwestern an der Front. Die Einsatzorte umfassten alle besetzten Gebiete und deutschen Frontlinien, von Afrika bis Norwegen.
Die Arbeit in den Lazaretten war von Anfang an sehr anspruchsvoll, die Schwestern waren von Kriegsbeginn an völlig überlastet. Die hygienischen Bedingungen sowie die Versorgung mit Verbandsmaterial und Medikamenten waren schlecht. Die Bettenbelegung war unzureichend geplant: in den Jahren nach 1940 waren die Betten doppelt oder vierfach überbelegt. Im Verlauf des Krieges wurden auch Schwesternhelferinnen aus den besetzten Gebieten zum Kriegsdienst zugelassen, wenn sie sich als Ausländerinnen zum „Deutschtum“ bekannten. Schwestern aus anderen Verbänden als dem DRK sowie dienstverpflichtete Frauen wurden ebenfalls eingesetzt.

## NS-Schwesternschaft
Am 17. Mai 1934 wurde die NS-Schwesternschaft gegründet und die Bereiche Ausbildung und Schulung ab dem 1. Juni 1934 Hermann Jensen unterstellt; die Bereiche Organisation, Verwaltung und Finanzen oblagen dem Leiter der Nationalsozialistischen Volkswohlfahrt Erich Hilgenfeldt im NSV-Hauptamt in Berlin.
Die Reichsvertrauensschwester Käthe Böttger wurde im November 1936 zur Generaloberin der NS.-Schwesternschaft befördert, als ihre Stellvertreterinnen im Berliner Reichshauptamt der NSV am Maybachufer 48/50 wurden die NS-Schwestern Edith Blawert und Dorothee Rakow berufen. 1937 wurde das „Haus der Deutschen Schwestern“ in der Kurfürstenstraße 110 gekauft und als Berliner Dienststelle der NS-Schwesternschaft bezogen. Eines der Gebäude des beschlagnahmten Klosters in Tutzing am Starnberger See diente als Ausbildungsstätte für leitende NS-Schwestern, nach bestandenen Prüfungen wurden hier die NS-Oberinnen vereidigt.

### Gesundheitspolitische Aufgabe der NS-Schwestern
Die NS-Schwesternschaft wurde auf Hitler vereidigt und sollte „aufgrund ihres Bekenntnisses zur nationalsozialistischen Weltanschauung Willensträgerin des Dritten Reiches auf dem Gebiet der Gesundheitsführung des deutschen Volkes sein“. Zentrale Aufgabe der NS-Schwesternschaft im Rahmen der Gemeindepflege wurde nun neben der Sorge für die Volksgesundheit auch die Verbreitung nationalsozialistischen Gedankengutes. Durch diese Neubewertung der gesellschaftspolitischen Rolle der bislang eher als unpolitisch eingeschätzten Krankenpflege erfuhr der Berufsstand eine deutliche Aufwertung im NS-Staat, bis hin zum Elite-Orden der NS-Schwesternschaft. Darüber hinaus waren die NS-Schwestern exklusiv für die Versorgung der NSDAP-Organisationen und der SS zuständig.

### Rollenverständnis der nationalsozialistischen Schwester
Die Krankenschwestern der NS-Schwesternschaft legten ihren Eid analog zum nationalsozialistischen Verständnis der Wohlfahrtspflege und der sogenannten „Neuen Deutschen Heilkunde“ auf den Führer ab:

„Ich schwöre meinem Führer Adolf Hitler unverbrüchliche Treue und Gehorsam. Ich verpflichte mich, an jedem Platz, an den ich gestellt werde, meine Aufgaben als nationalsozialistische Schwester treu und gewissenhaft im Sinne der Volksgemeinschaft zu erfüllen, so wahr mir Gott helfe.“

Somit trat die Volksgemeinschaft an die Stelle des Kranken und Pflegebedürftigen, die Krankenschwester hatte nicht mehr dessen individuelles Wohlergehen, sondern das Wohl des Volkes zu schützen. Die Gemeinschaft bekam also Vorrang vor dem Einzelnen, und die Schwestern konnten sich nun zugunsten des Volkswohles und gegen „unwertes Leben“ entscheiden. Aufbauend auf der bürgerlich-konservativen Tradition der Unterordnung der Pflege gegenüber Weisungsbefugten, sowohl in und außerhalb der NS-Schwesternschaft, ermöglichte dies die unreflektierte Beteiligung an den NS-Krankenmorden, der systematischen Ermordung von Kranken und Behinderten im Rahmen der nationalsozialistischen Rassenhygiene.

## Beteiligung an Massenvernichtungen, Zwangssterilisationen und -abtreibungen

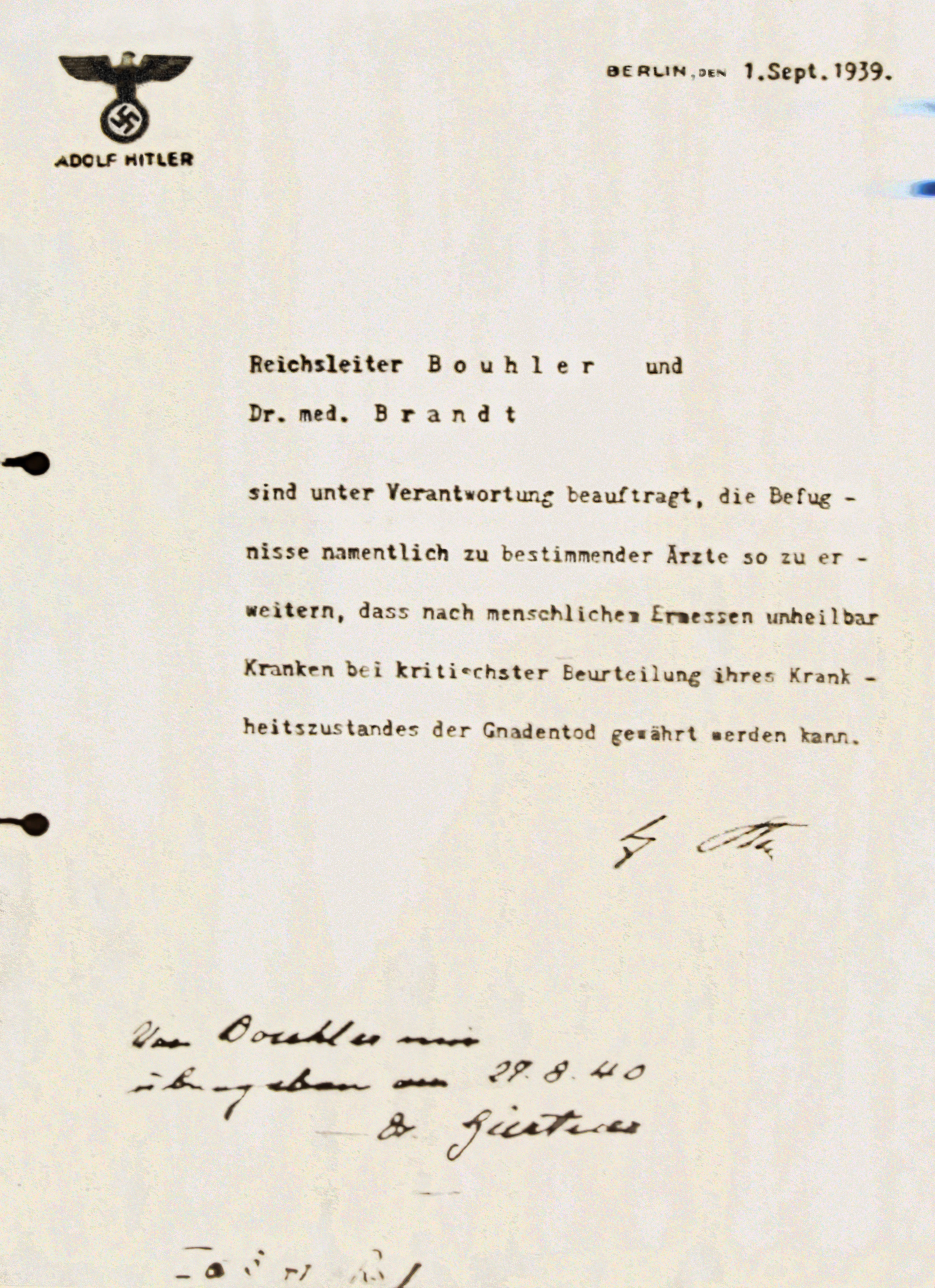
Schreiben Hitlers, zurückdatiert 1. September 1939

### Gesetzliche Voraussetzungen
An der euphemistisch als „Euthanasie“ bezeichneten gezielten Tötung kranker, behinderter und schwacher Menschen, die nach den Vorstellungen der nationalsozialistischen Rassenhygiene zu einer reinen und gesunden arischen Rasse führen sollte, war die Krankenpflege in nicht unerheblichen Maße beteiligt. Allen humanitären Idealen zum Trotz waren Krankenschwestern, überwiegend auf ärztliche Anweisung, an der Ermordung Tausender pflegebedürftiger Kinder und Erwachsener beteiligt.
Mit dem Inkrafttreten des Gesetzes zur Verhütung erbkranken Nachwuchses vom 14. Juli 1933 führte die „rassenhygienische Ausmerze“ schrittweise über Zwangssterilisierungen und Zwangsabtreibungen zu den ersten „Gnadentoden“ schwerbehinderter Kinder, die ab dem Jahre 1939 zur systematischen „Kinder-Euthanasie“ und später zur „Erwachsenen-Euthanasie“ führten. Ein Schreiben Hitlers aus dem Oktober 1939, zurückdatiert auf den Kriegsbeginn am 1. September 1939, beauftragte Reichsleiter Philipp Bouhler und Karl Brandt, „die Befugnisse namentlich zu bestimmender Ärzte so zu erweitern, dass nach menschlichem Ermessen unheilbar Kranken ... der Gnadentod gewährt werden kann.“ Wegen öffentlicher Ablehnung und nach kirchlichen Protesten wurde die nach dem Krieg so bezeichnete „Aktion T4“ im Jahr 1941 offiziell abgebrochen. Hausärzte wurden mit der verhängnisvollen Diagnose der Erbkrankheit bei ihren Patienten vorsichtiger. Infolge einer steigenden Zahl von Anzeigen und juristischen Komplikationen bei den Gerichten und Staatsanwaltschaften fand eine Besprechung führender Richter und Staatsanwälte in Berlin statt, und das Reichsjustizministerium ordnete mit Rundverfügung („betrifft: Vernichtung lebensunwerten Lebens“) vom 22. April 1941 an, dass diese und künftige juristische Vorgänge unbearbeitet von den Staatsanwaltschaften und Gerichten an das Ministerium zu geben seien.
Auch nach dem Aussetzen der Aktion T4 haben Schwestern in mehreren Anstalten reichsweit ab 1941 im Rahmen der dezentralen und geheimen Aktion Brandt weiterhin aktiv Patienten ermordet. Teilweise geschah dies durch Medikamentengabe oder durch eine gezielt herbeigeführte Luftembolie, teilweise wurde passiv zu deren Tod beigetragen, indem die Pflegekräfte und verantwortlichen Ärzte die Pflegebedürftigen verhungern ließen.

### Beteiligung an der Euthanasie in Kinderfachabteilungen
Mit der ersten „Gnadentötung“ eines behinderten Kindes auf Wunsch der Eltern im Jahre 1939 wurden in der Kanzlei des Führers die Vorbereitungen zur großangelegten Aktion der „Kinder-Euthanasie“ getroffen. Mit einem Runderlass des Reichsministers des Innern vom 18. August 1939 wurde die Erfassung der betreffenden Kinder festgelegt und angeordnet, welche Kinder getötet werden sollten und wie über die Tötungen zu entscheiden sei. Das Rundschreiben richtete sich an Ärzte, Hebammen, Entbindungsanstalten und Kinderkrankenhäuser und legte fest, dass neu geborene Kinder, die an Idiotie oder Mongoloismus, Microcephalie, Hydrocephalie erkrankt seien oder Missbildungen jeder Art sowie Lähmungen einschließlich der Littleschen Erkrankung aufwiesen, zur Begutachtung gemeldet werden mussten. Diese Meldung wurde an den Reichsausschuß zur wissenschaftlichen Erfassung von erb- und anlagebedingten schweren Leiden weitergeleitet, der nach Aktenlage über die „Behandlung“ des Kindes als „Euthanasie-Fall“ in einer der speziell zu diesem Zweck eingerichteten „Kinderfachabteilungen“ entschied. Dies bezog sich anfangs nur auf Kinder bis zur Vollendung des dritten Lebensjahres, ab 1941 auch auf Jugendliche bis zu 16 Jahren.
Die Kinderfachabteilungen wurden an psychiatrischen Krankenhäusern und Kinderkliniken eingerichtet, in die die durch den Reichsausschuss für „lebensunwert“ beurteilten Kinder eingewiesen wurden. Dort wurden die Kinder und Jugendlichen vielfach ohne ihr Einverständnis und ohne das ihrer Eltern zunächst der wissenschaftlichen Forschung zur Verfügung gestellt, bevor sie mittels Barbituratüberdosierungen, systematischer Unterernährung und durch Unterkühlung provozierter Lungenentzündungen getötet wurden. Das Pflegepersonal dieser Fachabteilungen, insbesondere der erst Beginn des 20. Jahrhunderts entstandene Berufszweig der Kinderkrankenpflege, war an der Ermordung der Kinder direkt und indirekt beteiligt. Einerseits waren sie als Betreuer der Kinder über die zunehmende Verschlechterung des Gesundheitszustandes, die wissenschaftlichen Untersuchungen und die mangelnde Verpflegung informiert, andererseits haben die Schwestern auf Anordnung der Ärzte hin die Kinder durch Verabreichung von Medikamenten aktiv getötet. Die Pflegerin Anna Katschenka, die in der Kinderfachabteilung der Wiener städtischen Jugendfürsorgeanstalt „Am Spiegelgrund“ angestellt war, sagte 1948 im Wiener Volksgerichtsprozess aus: „Dr. Jekelius erklärte mir damals weiter, daß Kinder, denen absolut nicht mehr zu helfen sei, ein Schlafmittel bekommen, damit sie schmerzlos 'einschlafen'. Später solle ein diesbezügliches Gesetz geschaffen werden […].“

### Beteiligung an den Krankenmorden in der psychiatrischen Pflege

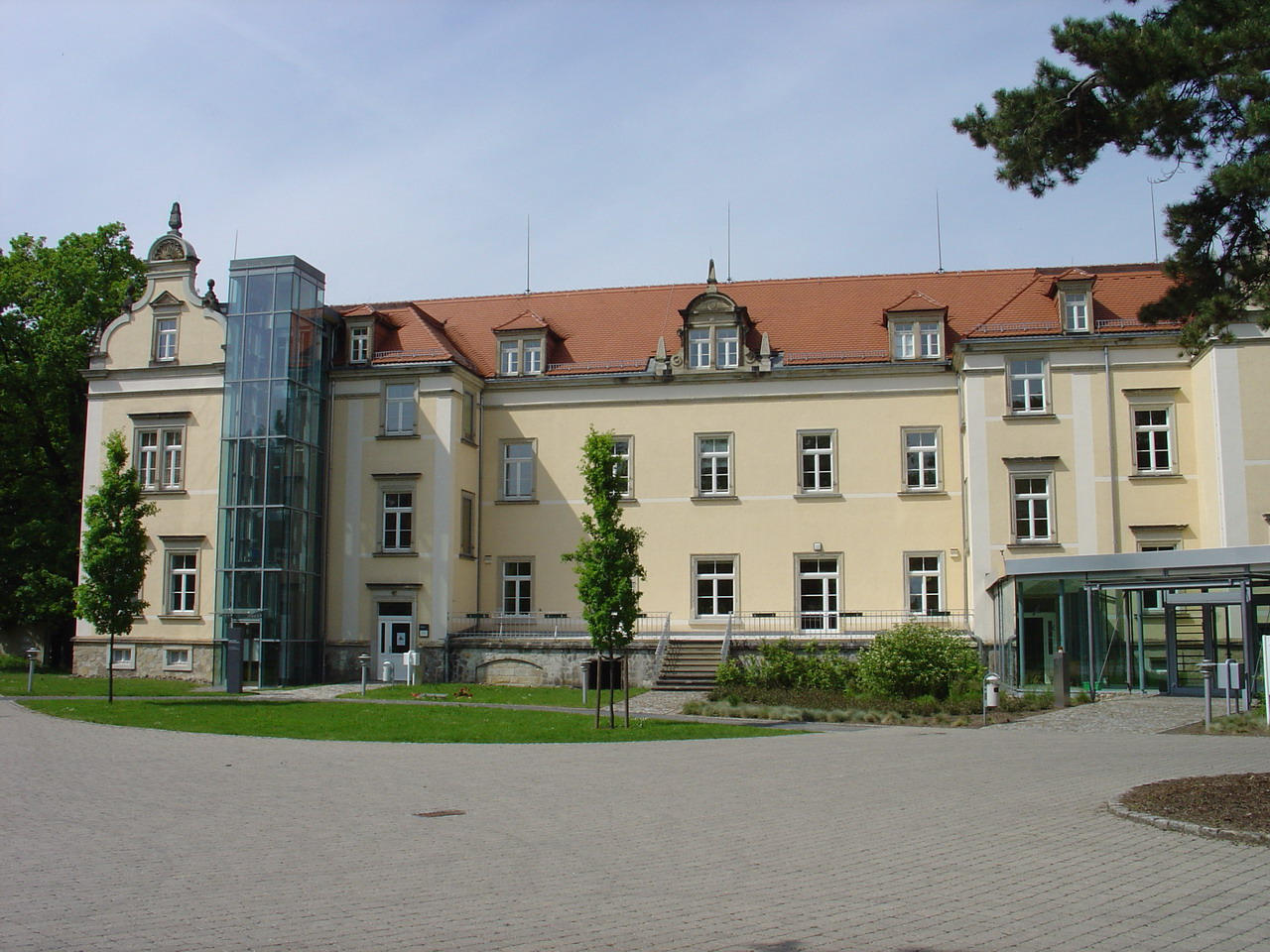
Im Keller des Gebäudes C16 in der Tötungsanstalt Pirna-Sonnenstein wurden in den Jahren 1940/41 13.720 geistig behinderte und psychisch kranke Menschen vergast.

Besonders in der psychiatrischen Pflege waren Krankenschwestern und Wärter von 1940 bis Kriegsende an der Ermordung von Patienten beteiligt: an Schizophrenie, Epilepsie und Lues erkrankte Menschen, geistig und seelisch Behinderte sowie senile, kriminelle und nicht-deutsche Insassen von psychiatrischen Krankenhäusern. Mit Beginn der staatlich organisierten Euthanasie im Rahmen der Aktion T4 wurden Pflegekräfte in Heilanstalten eingesetzt, die über eigene Gaskammern zur Ermordung der Patienten verfügten. Diese „Euthanasie-Anstalten“ befanden sich in Brandenburg, Bernburg, Grafeneck, Hadamar, Hartheim und Sonnenstein. Sie wurden benutzt bis zur Einstellung der „Aktion Gnadentod“ aufgrund von Protesten der Kirche und der Bevölkerung bis spätestens August 1941. Nach Einstellung der Aktion T4 wurde die systematische Tötung offiziell beendet und die Ermordung von Patienten für die Öffentlichkeit weniger offensichtlich fortgesetzt.
Die Pflegewissenschaftlerin Hilde Steppe konnte nachweisen, dass psychiatrische Pflegekräfte in mindestens vier Teilbereichen an den systematischen Massenmorden beteiligt waren und es auszuschließen ist, dass ihnen unbekannt war, dass die Patienten ermordet wurden. So war es Aufgabe der Krankenpflegekräfte, ihre Schutzbefohlenen zum Abtransport vorzubereiten, deren persönliche Gegenstände zu packen, die Patienten zu kennzeichnen und Angaben zur Person zwischen den Schulterblättern der Patienten auf die Haut zu schreiben. Sie begleiteten die Transporte und sorgten mit Medikamenten und durch Fixierungen für reibungslose Abwicklung. In den Tötungsanstalten stellten die begleitenden Schwestern die Pflegebedürftigen den Ärzten vor und begleiteten sie bis zur Gaskammer. Nach Ermordung ihrer Patienten nahmen die Pflegekräfte die anstaltseigenen sowie die persönlichen Gegenstände in Empfang und kehrten anschließend ohne ihre Patienten in die Pflegeeinrichtungen zurück.

### Einsatz von Krankenschwestern in Konzentrationslagern
Krankenpflegekräfte wurden auch in Konzentrationslagern, hier den Häftlingsrevieren der Frauen-Konzentrationslager und den SS-Lagerlazaretten, Jugendkonzentrationslagern, Durchgangs- und Sammellagern, SS-Krankenrevieren sowie den SS- und Polizeidienststellen eingesetzt, wobei Krankenschwestern im Wesentlichen in den Frauenabteilungen beziehungsweise den Jugend- und Frauenkonzentrationslagern tätig und dort der Abteilung Sanitätswesen und der SS-Gerichtsbarkeit unterstellt waren. Die dienstverpflichteten NS-Schwestern wurden zunächst von der Generaloberin der NS-Schwesternschaft Grete Böttcher in die Konzentrationslager Lichtenburg und Ravensbrück abgeordnet.
Ein wesentlicher Teil der pflegerischen Versorgung von Häftlingen wurde den Häftlingsschwestern übertragen, die von Beruf meist auch Krankenschwestern waren. Hierzu gehörte insbesondere der Bereich der Grundpflege, während die Behandlungspflege und die medizinische Assistenz den „braunen“ und „blauen“ Schwestern des Reichsbunds oblag. Nach Aussagen überlebender Häftlinge sollen einige Krankenschwestern Hilfeleistungen verweigert und nicht versucht haben, den katastrophalen Zuständen in den Häftlingskrankenrevieren abzuhelfen. Pflegepersonal war an der Zwangssterilisation, Zwangsabtreibung und Tötung von Häftlingen beteiligt. Die Assistenz und direkte Beteiligung des Krankenpflegepersonals an pseudomedizinischen Experimenten ist beispielsweise aufgrund von Aussagen der sogenannten „Kaninchen von Ravensbrück“, einer Gruppe von 74 in Ravensbrück inhaftierter polnischer Frauen, an denen umfangreiche Sulfonamid- und Gasbrand-Versuche durchgeführt wurden, dokumentiert.
Andere Berichte bestätigen, dass Schwestern Häftlingen geholfen haben, indem sie beispielsweise durch unerlaubte Gabe von Schmerzmitteln Leiden lindern wollten. Für das Frauen-Häftlingsrevier Ravensbrück ist die „blaue“ NS-Schwester Gerda Schröder belegt, die mit dem Lager-Widerstand im Häftlingsrevier konspirierte. Schröder informierte einen Mittelsmann des Grafen Bernadotte die Namen der skandinavischen Häftlinge, die dann mit den sog. „Weißen Busse“ noch im April 1945 aus Ravensbrück evakuiert wurden. Die Krankenschwester Maria Stromberger, im SS-Lagerlazarett des KZ Auschwitz zuständig für das kranke Lagerpersonal, organisierte Lebensmittel und Medikamente für die Häftlinge, schmuggelte Post aus dem Lager und arbeitete mit dem lagerinternen Widerstand zusammen.
Einen Sonderfall stellt Eleonore Baur dar, die als persönliche Freundin Hitlers von Heinrich Himmler die Genehmigung bekam, im KZ Dachau tätig zu sein. Eleonore Baur als Schwester Pia nutzte ihre Beziehungen zum KZ Dachau dadurch, dass sie Häftlinge zu Renovierungsarbeiten ihrer privaten Wohnungen/Häuser in München abordnen und für sie arbeiten ließ. Dies war das "Außenlager Schwester Pia. Darüber hinaus übte Eleonore Baur auch Einfluss aus in der Beförderung von NS-Schwestern.
Ein weiterer durchaus prominenter Einsatzbereich für NS-Schwestern, die auch nach der Fusion mit dem Reichsbund der Schwestern und Pflegerinnen zum Nationalsozialistischen Reichsbund Deutscher Schwestern vom NS-Führungshauptamt, das für die Delegation in die SS-Bereiche wie die Frauenreviere der Konzentrationslager und der SS-Lagerlazarette ab 1943 zuständig war, noch als NS-Schwestern bezeichnet wurden. Hier wurden nicht nur die SS-Mitglieder gesundheitsversorgt, sondern auch ihre Familien. So sind für die SS-Lagerlazarette Dachau und Auschwitz-Birkenau Entbindungsstationen und Kreissäle nachweisbar. Für das KZ Auschwitz Stammlager sind auch „Familiensprechstunden“ belegt, die die NS-Schwestern durchführten und hier spätestens ab 1942 die Familien der SS-Angehörigen mit ihren Kindern berieten.
Zusätzlich zu den NS-Schwestern wurden im KZ Auschwitz-Stammlager und Auschwitz-Birkenau und in den letzten Monaten auch im Häftlingsrevier Ravensbrück auch die sog. germanischen freiwilligen DRK-Schwesternhelferinnen beschäftigt, die aus dem besetzen Belgien und den Niederlanden rekrutiert wurden und im KZ Dachau ausgebildet wurden.

### Prozesse und Schuldfrage
Die Frage nach der individuellen Schuld und der Beteiligung an Verbrechen gegen die Menschlichkeit wurde in verschiedenen Prozessen nach der Ära des Nationalsozialismus zu klären versucht, wobei Pflegende deutlich seltener angeklagt wurden als Mitglieder der Ärzteschaft. Die angeklagten Pflegekräfte rechtfertigten ihr Verhalten überwiegend mit der ärztlichen o der staatlichen Autorität, die ihrer Ansicht nach zu respektieren und deren Anweisungen entsprechend Folge zu leisten war. Darüber hinaus leugneten sie ihr verbrecherisches Handels, wie Elisabeth Marschall, die Oberschwester des Häftlingsreviersravensbrück im ersten Ravensbrück-Prozess und beriefen sich auf den Plegeethos und das NS-Frauenbild, das die ihnen zur Last gelegten Verbrechen ad absurdum führen sollten. Als Befehlsempfänger in der bürgerlich-konservativen Auffassung von der Unterordnung der Pflege unter den Ärztestand übernahmen sie für ihr Handeln keine Verantwortung. Luise Erdmann, angeklagt im Münchner Schwesternprozess von 1965, sagte dazu: „Aber wir hatten doch gehorsam zu sein und die Anordnungen des Arztes auszuführen.“ Erdmann hatte zugegeben, an etwa 200 Morden beteiligt zu sein. Mit ihr waren weitere 14 Pflegekräfte angeklagt, die alle freigesprochen wurden, obwohl sie in der Heil- und Pflegeanstalt Obrawalde an der Tötung mehrerer Tausend Patienten beteiligt waren. In vielen Fällen wurden Krankenschwestern bei Prozessen von den Gerichten als vermindert schuldfähig eingestuft, weil es der Natur des Pflegeberufes entspreche, nicht selbstständig zu handeln und Anordnungen umzusetzen.
Im Hamburger Curiohaus fanden von Dezember 1946 bis zum Juli 1948 insgesamt sieben Ravensbrück-Prozesse vor einem britischen Militärgericht gegen das Lagerpersonal des KZ Ravensbrück statt. Unter den Angeklagten befanden sich auch Krankenschwestern des SS-Gefolges sowie Häftlingskrankenschwestern, denen Misshandlungen, Tötung und Selektion von alliierten weiblichen Häftlingen vorgeworfen wurde. Im ersten Ravensbrück-Prozess wurden mit neun weiteren Angeklagten die Krankenschwester Elisabeth Marschall und die Häftlingskrankenschwester Vera Salvequart am 3. Februar 1947 wegen ihrer Verbrechen im KZ Ravensbrück zum Tod durch den Strang verurteilt und hingerichtet. Im vierten Ravensbrück-Prozess standen neben zwei Lagerärzten auch die Krankenschwestern Martha Haake, Liesbeth Krzok und die Häftlingskrankenschwester Gerda Ganzer im Frühsommer 1948 vor Gericht. Haake und Krzok erhielten zeitige Haftstrafen, Ganzers Todesurteil wurde später auf dem Gnadenweg zunächst in eine lebenslange und schließlich eine zeitlich begrenzte Haftstrafe umgewandelt. In keinem Fall wurde ein Berufsverbot ausgesprochen, die meisten Angeklagten und bekanntermaßen an den Tötungsaktionen beteiligten Pflegekräfte waren weiterhin in der Krankenpflege, zum Teil in verantwortlicher Funktion, beschäftigt.

## Widerstand

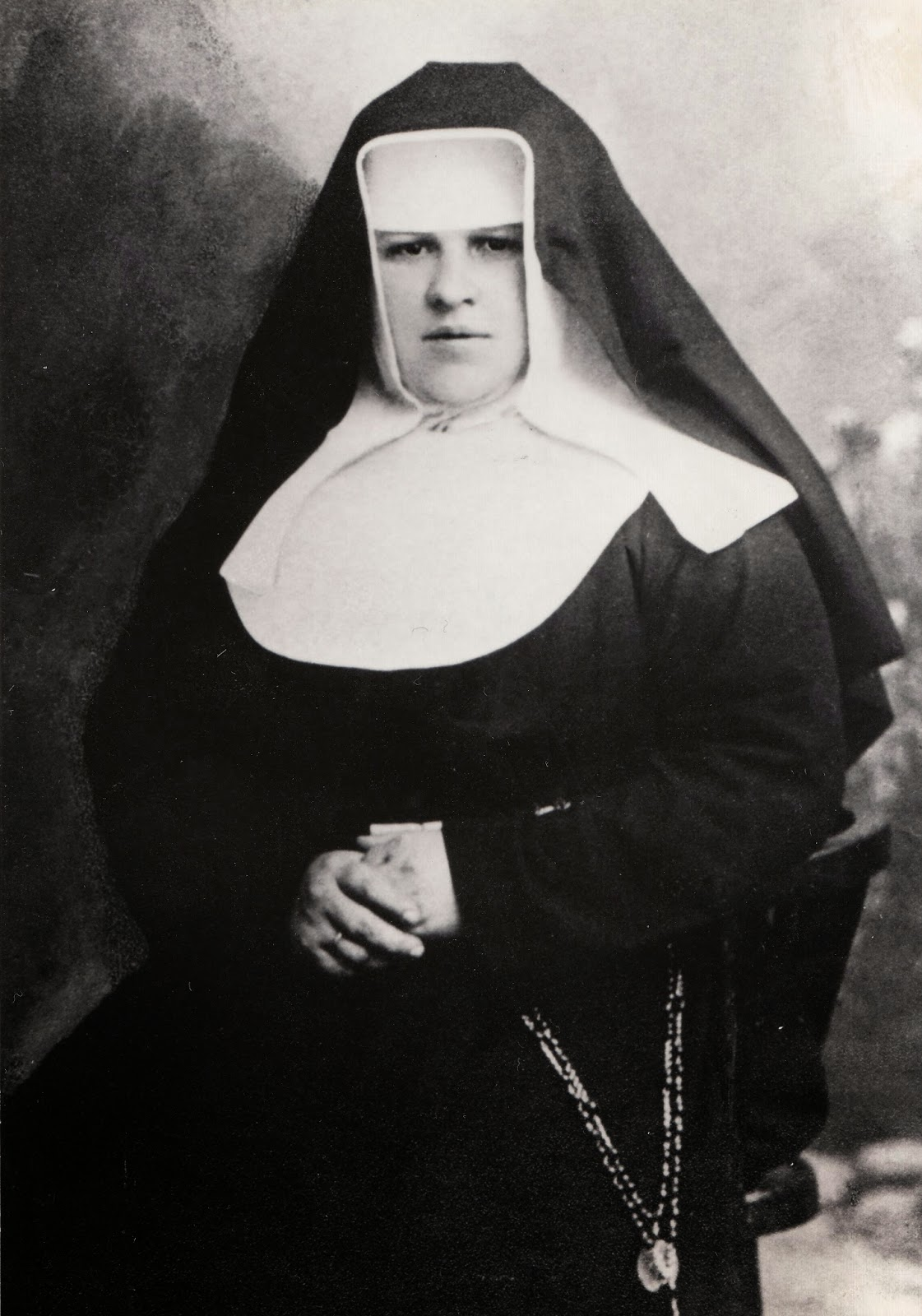
Sr. Maria Restituta (Helene Kafka)

Sowohl der Widerstand gegen den Nationalsozialismus innerhalb der Verbände als auch die Verweigerung Einzelner, sich an der Umsetzung nationalsozialistischer Ziele zu beteiligen, wurden bislang kaum untersucht. Analog zu den Prozessen ist einer der Gründe hierfür die allgemeine „Namenlosigkeit“ des Pflegepersonals; es wurde traditionell stets als „Schwester“ angesprochen. Aus Berichten verschiedener KZ-Häftlinge und Patienten beziehungsweise deren Angehörigen ist jedoch bekannt, dass sich einzelne Pflegekräfte zur Wehr setzten, sei es durch die Weigerung, Patienten als „lebensunwert“ zu melden, oder durch die Abgabe von schmerzstillenden Medikamenten. Grundsätzlich mussten Schwestern und Pfleger, die sich weigerten, Patienten innerhalb der institutionalisierten Pflege bei ärztlichen Untersuchungen zu misshandeln oder sie mit einer Überdosis an Barbituraten zu töten, mit Tadel durch die Vorgesetzten, Versetzung auf eine andere Station oder einer drohenden Entlassung aus dem Dienst rechnen. Demhingegen wurden einzelne Schwestern, wie Anna Bertha Königsegg oder Helene Kafka, die sich öffentlich gegen den Nationalsozialismus aussprachen und die Zielsetzungen der erb- und rassenhygienischen Politik nicht mittrugen, inhaftiert, in KZs verschleppt oder getötet.
Der Widerstand der nicht in der Partei eingebundenen Schwesternverbände war nach der Gleichschaltung nur gering, da die nicht nationalsozialistischen Verbände um ihre Position fürchteten und bei einer kollektiven Ablehnung mit ihrer Auflösung rechnen mussten. Einige katholische Schwesternverbände verweigerten eine Beteiligung an Zwangsabtreibungen, -sterilisationen oder Krankenmord. Einzelne Anstalten weigerten sich beispielsweise, Patienten zu selektieren, worauf visitierende Amtsärzte die Patienten selbst beurteilten. Die evangelischen Schwesternschaften, zusammengefasst in der Diakoniegemeinschaft, waren aufgrund ihrer historischen Struktur stark von der Gehorsamspflicht gegenüber Oberinnen und Ärzten geleitet. Die Übernahme des für die Diakonie typischen Mutterhausprinzips für die Schwesternschaften, der traditionellen diakonischen Tracht für die NS-Schwestern und die Verwendung pietistischer Begrifflichkeiten, beispielsweise „Schwesternschaft“ und „Ehrenkleid“ für die Schwesternuniform, führte dort zu einer weitgehend unreflektierten Akzeptanz des gesundheitspolitischen Systems.

## Verhältnis der Pflege zum Nationalsozialismus nach 1945

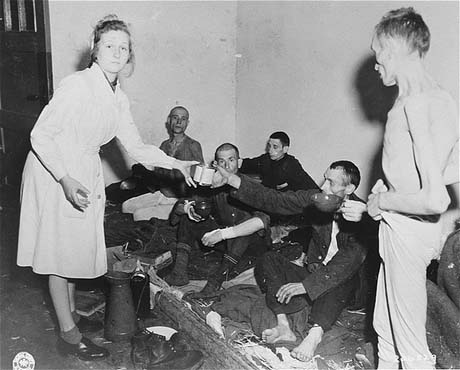
Deutsche Krankenschwester versorgt Häftlinge des KZ Wöbbelin am 14. Mai 1945 nach der Befreiung des Lagers

Nach dem Ende des Zweiten Weltkrieges und dem damit einhergehenden Ende der nationalsozialistischen Herrschaft wurde die Vergangenheit der Krankenpflege lediglich innerhalb der wegen der Beteiligung Einzelner an der Massenvernichtung stattfindenden Gerichtsprozesse thematisiert. Massiver Pflegekräftemangel und der Wiederaufbau von Pflegestrukturen in den zerstörten Krankenhäusern wie auch die personell kaum zu bewältigende Versorgung der Kriegsopfer und der Flüchtlingsströme verhinderten eine effektive Entnazifizierung. Fragen nach der Zugehörigkeit zu einem nationalsozialistischen Schwesternverband oder nach der beruflichen Tätigkeit während des Nationalsozialismus wurden selten gestellt. Das Rollenbild und das Selbstverständnis orientierten sich bis in die 1960er Jahre an den Idealen der Vorkriegszeit, die pflegerische Tätigkeit wurde als Berufung und als Wesenserfüllung der Frau betrachtet.
Mitte der 1970er Jahre setzte mit der Entwicklung der patientenorientierten Pflege und der zunehmenden Abgrenzung der Pflege von der Medizin ein neues berufliches Verständnis ein, das sich von der tradierten Gehorsamkeitspflicht gegenüber der Ärzteschaft entfernte und die pflegerischen Aufgaben sowie den Patienten in den Mittelpunkt des beruflichen Handelns setzte. Mit der deutlich verstärkten Professionalisierung, Akademisierung und der Entwicklung der evidenzbasierten Pflege begann nach 1980 auch die pflegewissenschaftliche Auseinandersetzung mit der Rolle der Pflege im Nationalsozialismus. Hinterfragt wurden in erster Linie die Unterordnung der Pflege unter die Medizin, die üblicherweise abzuleistenden Diensteide und die politischen Strukturen der Krankenpflege. Die Klärung von Detailfragen durch die Pflegeforschung im Zusammenhang mit der Pflege im Nationalsozialismus verdeutlicht die stattfindende Abgrenzung der Pflegeethik und -geschichte von der Medizinethik und -geschichte. Insbesondere für die psychiatrische Pflege, aber auch für alle anderen Bereichen der Pflege und der Pflegepädagogik, hat in diesem Zusammenhang die Frage nach dem individuellen Verständnis von Gesundheit und Krankheit und der Eigenverantwortung der Pflegekraft eine zentrale berufsethische Bedeutung erlangt.